# SEF Mediolanum
SEF Mediolanum – włoski klub piłkarski, mający swoją siedzibę w mieście Mediolan, na północy kraju.

## Historia
Chronologia nazw:
- 15.05.1898: Società per l'Educazione Fisica Mediolanum
- 1904: klub rozwiązano

Piłkarski klub Società per l'Educazione Fisica Mediolanum został założony w Mediolanie 15 maja 1898 roku. W 1901 zespół debiutował w mistrzostwach Włoch, przegrywając 0:2 z lokalnym rywalem Milanem. W 1902 znów startował w mistrzostwach Włoch. Jednak ponownie przegrał 0:2 w pierwszym meczu z przyszłym mistrzem Genoa CFC i odpadł z rozgrywek. W następnym sezonie klub nie uczestniczył w mistrzostwach. W 1900, 1901 i 1903 brał udział w turnieju Medaglia del Re, a w 1904 w turnieju F.G.N.I. we Florencji ale odpadł po pierwszym meczu.
W 1904 sekcja piłkarska została rozwiązana. Nadal funkcjonuje sekcja judo, walki i koszykówki.

## Sukcesy

### Trofea międzynarodowe
Nie uczestniczył w rozgrywkach europejskich (stan na 31-12-2016).

### Trofea krajowe
| \| \| Zdobyte trofea w rozgrywkach Włoch (stan na: 31-05-2017) \| |                                                          |      |          |
| Rozgrywki                                                         | Osiągnięcie                                              | Razy | Sezon(y) |
| · Mistrzostwo                                                     | I miejsce                                                | 0    |          |
| · Mistrzostwo                                                     | II miejsce                                               | 0    |          |
| · Mistrzostwo                                                     | III miejsce                                              | 0    |          |
| · Mistrzostwo                                                     | Eliminacje międzyregionalne                              | 1    | 1902     |
| · Puchar                                                          | zdobywca                                                 | 0    |          |
| · Puchar                                                          | finalista                                                | 0    |          |
| II liga                                                           | I miejsce                                                | 0    |          |
| II liga                                                           | II miejsce                                               | 0    |          |
| II liga                                                           | III miejsce                                              | 0    |          |
| Włochy                                                            | Zdobyte trofea w rozgrywkach Włoch (stan na: 31-05-2017) |      |          |

## Stadion
Klub rozgrywał swoje mecze domowe na boisku piłkarskim w Mediolanie.